# Minor Díaz
Mínor Enrique Díaz Araya (* 26. Dezember 1980 in Nicoya) ist ein costa-ricanischer Fußballspieler.

## Karriere
Der Mittelstürmer begann seine Profi-Karriere in seinem Heimatland beim Verein UD Santa Bárbara de Heredia. 1999 wurde er vom Karlsruher SC in die 2. Fußball-Bundesliga verpflichtet. In einer für den Verein katastrophalen Saison, die mit dem Abstieg endete, kam Díaz lediglich zu sechs Einsätzen (kein Tor). Im Sommer 2000 wechselte er daher zurück nach Costa Rica und spielte bis zu seinem Karriereende 2014 für die Vereine CS Herediano, LD Alajuelense, CS Cartaginés, AD Municipal Liberia, La U Universitarios, erneut Alajuelense und Herediano, sowie Belén FC.
In der Nationalmannschaft gelang ihm bei sechs Einsätzen ein Tor in einem Spiel gegen Venezuela.
Nach seiner aktiven Karriere wechselte Díaz ins Traineramt und übernahm, nach Jahren bei seinem Stammverein CS Herediano, in der Saison 2018/2019 La U Universitarios und seit 2019 Desamparados.